# Service Design
Service-Design bezeichnet den Prozess der Gestaltung von Dienstleistungen. Es ist ein Teilgebiet des Design und wird von Designern normalerweise in enger Zusammenarbeit mit Unternehmen oder Organisationen ausgeführt, um methodisch kunden- und marktgerechte Dienstleistungen zu entwickeln.

## Inhalte

### Dienstleistungen gestalten
Service-Design gestaltet die Schnittstellen der verschiedenen an einer Dienstleistung beteiligten Systeme. Dies beinhaltet sowohl die Kommunikation zwischen den beteiligten Menschen, als auch die benötigten Mittel und Prozesse. Mit Hilfe spezifischer Methoden werden in einem in mehrere Phasen aufgeteilten Prozess die Schnittstellen der Interaktion zwischen Dienstleister und Dienstleistungsempfänger aufgezeigt, bewertet und in ein „Service-Produkt“ umgewandelt. Der methodische Prozess dient unter anderem dazu, dokumentierbare Ergebnisse zu erhalten, die im Folgenden eine Basis für die Weiterentwicklung des Service bieten. Dabei werden verschiedene empirische oder kreative Methoden verwendet, um Nutzeranforderungen, Rollenmodelle, Service-Ergonomie und Marktfähigkeit des Service zu berücksichtigen.
Der Prozess, oder Service Design Sprint, lässt sich in der Regel in fünf Phasen unterteilen (Stickdorn & Schneider, 2011):
- Forschungsphase:  Hier werden Mikro- und Makroumfeld, Stakeholder und Ziele der Dienstleistung definiert und bewertet. Dazu werden oftmals klassische Forschungsmethoden herangezogen.
- Problemidentifikation: Probleme und Möglichkeiten werden festgestellt. Zu den etabliertesten Ansätzen in dieser Phase gehören die Entwicklung von Personas, eine alternative Sichtweise auf Zielgruppen, sowie Customer Journey Maps, die Darstellung von Kundenerlebnissen in schrittweisen Sequenzen. Auch Stakeholder Maps werden oftmals verwendet, um das gesamte Ecosystem einer Dienstleistung zu betrachten.
- Ideenfindung und -auswahl:  Hier werden verschiedene Wege zur Lösung der vorher definierten Probleme bzw. Nutzung von Chancen erarbeitet
- Prototyping und Entwicklung:  Die ausgewählten Ideen werden zu Prototypen umgewandelt um festzustellen, ob sie tatsächlich umsetzbar sind und so funktionieren, wie es erwartet wurde
- Implementierung: Die Prototypen werden fertig entwickelt und in den Service mit eingebunden. Mit Hilfe von Modellen wird in der letzten Phase des Service Design die Wirkung im zeitlichen Verlauf überprüft und optimiert.

Service Design Sprint laufen nicht unbedingt zirkulär, sondern können auch in Sprüngen oder mit einem Schritt nach hinten stattfinden. Im Idealfall entsteht so ein System, mit dessen Hilfe beinahe jede Situation in einem bestimmten Service-Umfeld gelöst werden kann.

### Historie
In den ersten Beiträgen zu Service Design (Shostack 1982; Shostack 1984) wurde die Design-Aktivität als Teil der Marketing- und Management-Disziplinen gesehen. Shostack (Shostack 1982) hat die integrierte Gestaltung der Material-Komponenten (Produkte) und immateriellen Komponenten (Dienstleistungen) beleuchtet. Dieser Design-Prozess kann, nach Shostack, durch einen sog. blueprint dokumentiert und kodifiziert werden, um die Abfolge von Ereignissen in einer Dienstleistung und die grundlegenden Funktionen in einer gezielten und expliziten Weise aufzuzeigen.
Im Jahr 1991 wurde Service Design in Deutschland zum ersten Mal als Design-Disziplin an der Köln International School of Design (KISD) eingeführt. Im Jahr 2004 wurde das Service Design Network von der Köln International School of Design, Carnegie Mellon University, Universität Linköping, Politecnico di Milano, Domus Academy und der Agentur Spirit of Creation gestartet, um ein internationales Netzwerk für Service-Design-Akademiker und -Fachleute zu schaffen. Das Netzwerk erstreckt sich heute weltweit auf Designexperten sowie Design-Beratungsunternehmen, die begonnen haben, Service Design anzubieten.
Der Produktdesign-Studiengang „Design & Mobilität“ der Hochschule Hof bietet Service Design als integralen Schwerpunkt an – in Kombination mit den Design-Disziplinen Interfacedesign und Interaction Design an.
An der MHMK, Macromedia Hochschule für Medien und Kommunikation gibt es seit 2009 einen eigenen Schwerpunkt Service Design im englischsprachigen Masterstudiengang „Media and Design“ (Master of Arts).

### Bedeutung
Dienstleistungen beinhalten eines der größten wirtschaftlichen Wachstumspotentiale. Der Umsatzanstieg vieler Unternehmen ist heute großteils auf den Dienstleistungsanteil zurückzuführen. Trotzdem werden, verglichen mit der Produktentwicklung und -gestaltung nur geringe Investitionen in die Entwicklung von Dienstleistungen getätigt. Im Jahr 2001 waren dies in deutschen Unternehmen pro Mitarbeiter nur 136 DM, die für Forschung und Entwicklung im Dienstleistungsbereich ausgegeben wurden, im Vergleich zu 6.254 DM im Produktbereich.

### Service Design in den Medien
Ein humorvoller Seitenhieb auf übertriebenes Service Design findet sich im Science-Fiction Roman „Snow Crash“ des Autors Neal Stephenson. Dort taucht als Running Gag mehrmals ein Ringbuch mit Anleitungen für die Vorgehensweise der Mitarbeiter von Franchise-Unternehmen auf. Jegliche denkbare Situation ist darin in Form verbindlicher Vorschriften festgehalten – beim Suchen danach verschlimmern die Mitarbeiter die jeweilige Situation jedoch nur.

### Grenzen des Service Design
Service Design besteht nicht aus einer Ansammlung von bevormundenden Regeln für Mitarbeiter, sondern aus der Gestaltung des Gesamtsystems, in dem die Dienstleistung abläuft. Dabei wird diese  als ein „lebendes Produkt“ begriffen, welches sich ständig unter Mitwirkung von Dienstleistungsempfänger und Dienstleister weiterentwickelt. So soll Service Design Servicemitarbeitern ermöglichen, im Rahmen ihrer Fähigkeiten die für den Dienstleistungsempfänger und den Dienstleister optimalen Entscheidungen zu treffen. Hilfen dazu können in Form von Ausbildungen oder Regelwerken, aber auch in Form von entsprechend eingerichteten Räumlichkeiten oder spezieller Angebote realisiert werden. Service Design ist nicht auf die Gestaltung von Interaktionen beschränkt, sondern gestaltet den gesamten Einflussbereich einer Dienstleistung.

### Software as a Service (SaaS)
Das Internet hat die Entstehung zweier unterschiedlicher, aber verwandter Formen des Softwarekonsums ermöglicht: Software-as-a-Service und Webdienste. In beiden Formen wird Software nicht mehr als „Code“ in einer echten oder metaphorischen Packung gekauft. Stattdessen zahlen Kunden für die Nutzung der Software und der damit verbundenen Dienste auf Abonnementbasis.